# 경제성장수석비서관
경제성장수석비서관(經濟成長首席祕書官)은 대통령의 직무를 보좌하는 대한민국의 중앙행정기관이다. 실장 및 경제성장수석비서관은 장관급 정무직공무원으로 보한다.

## 임명
- 경제성장수석비서관은 대통령이 임명한다.

## 역대 경제성장수석

### 경제제1수석비서관
| 정부      | 대수 | 이름            | 임기                               | 비고                         |
| --------- | ---- | --------------- | ---------------------------------- | ---------------------------- |
| 제3공화국 | 초대 | 김학렬 (金鶴烈) | 1968년 3월 21일 ~ 1969년 6월 2일   | 정무수석비서관 권한대행 역임 |
| 제3공화국 | 2대  | 정소영(鄭韶永)  | 1969년 8월 19일 ~ 1973년 8월 8일   |                              |
| 제3공화국 | 3대  | 김용환(金龍煥)  | 1973년 8월 14일 ~ 1974년 9월 18일  | 재무부 차관 역임             |
| 제3공화국 | 4대  | 이경식(李經植)  | 1974년 10월 25일 ~ 1976년 4월 2일  |                              |
| 제3공화국 | 5대  | 이희일(李熺逸)  | 1976년 4월 13일 ~ 1978년 12월 22일 |                              |
| 제3공화국 | 6대  | 서석준(徐錫俊)  | 1979년 1월 10일 ~ 1979년 12월 15일 |                              |

### 경제제2수석비서관[1]
| 정부      | 대수 | 이름           | 임기                                | 비고 |
| --------- | ---- | -------------- | ----------------------------------- | ---- |
| 제3공화국 | 초대 | 신동식(申東植) | 1968년 3월 21일 ~ 1969년 11월 1일   |      |
| 제3공화국 | 2대  | 오원철(吳源哲) | 1971년 11월 10일 ~ 1979년 12월 15일 |      |

### 경제제3수석비서관
| 정부      | 대수 | 이름           | 임기                               | 비고 |
| --------- | ---- | -------------- | ---------------------------------- | ---- |
| 제3공화국 | 초대 | 장덕진(張德鎭) | 1969년 8월 19일 ~ 1970년 12월 10일 |      |
| 제3공화국 | 2대  | 양윤세(梁潤世) | 1972년 5월 24일 ~ 1974년 2월 12일  |      |

### 경제수석비서관
| 정부        | 대수 | 이름           | 임기                                | 비고                        |
| ----------- | ---- | -------------- | ----------------------------------- | --------------------------- |
| 제4공화국   | 초대 | 최창락(崔昌洛) | 1979년 12월 10일 ~ 1979년 12월 15일 |                             |
| 제4공화국   | 2대  | 이경식(李經植) | 1979년 12월 16일 ~ 1980년 9월 2일   | 경제제1수석비서관 역임      |
| 제5공화국   | 초대 | 김재익(金在益) | 1980년 9월 3일 ~ 1983년 10월 9일    | 1급 상당                    |
| 제5공화국   | 2대  | 사공일(司空壹) | 1983년 10월 15일 ~ 1987년 5월 26일  | 차관급으로 격상             |
| 제5공화국   | 3대  | 박영철(朴英哲) | 1987년 5월 30일 ~ 1988년 2월 24일   |                             |
| 노태우 정부 | 초대 | 박승(朴昇)     | 1988년 2월 25일 ~ 1988년 12월 4일   |                             |
| 노태우 정부 | 2대  | 문희갑(文熹甲) | 1988년 12월 5일 ~ 1990년 3월 16일   | 경제기획원 차관 역임        |
| 노태우 정부 | 3대  | 김종인(金鍾仁) | 1990년 3월 17일 ~ 1992년 3월 29일   | 보건사회부 장관 역임        |
| 노태우 정부 | 4대  | 이진설(李鎭卨) | 1992년 3월 30일 ~ 1993년 2월 24일   | 건설부 차관 역임            |
| 김영삼 정부 | 초대 | 박재윤(朴在潤) | 1993년 2월 25일 ~ 1994년 10월 4일   |                             |
| 김영삼 정부 | 2대  | 한이헌(韓利憲) | 1994년 10월 5일 ~ 1995년 12월 20일  | 경제기획원 차관 역임        |
| 김영삼 정부 | 3대  | 구본영(具本英) | 1995년 12월 21일 ~ 1996년 8월 7일   | 과학기술처 차관 역임        |
| 김영삼 정부 | 4대  | 이석채(李錫采) | 1996년 8월 8일 ~ 1997년 2월 28일    | 정보통신부 장관 역임        |
| 김영삼 정부 | 5대  | 김인호(金仁浩) | 1997년 3월 1일 ~ 1997년 11월 19일   | 공정거래위원회 위원장 역임  |
| 김영삼 정부 | 6대  | 김영섭(金永燮) | 1997년 11월 20일 ~ 1998년 2월 24일  | 관세청 청장 역임            |
| 김대중 정부 | 초대 | 김태동(金泰東) | 1998년 2월 25일 ~ 1998년 5월 17일   |                             |
| 김대중 정부 | 2대  | 강봉균(康奉均) | 1998년 5월 18일 ~ 1999년 5월 23일   | 정책기획수석 역임           |
| 김대중 정부 | 3대  | 이기호(李起浩) | 1999년 5월 24일 ~ 2002년 1월 28일   | 노동부 장관 역임            |
| 김대중 정부 | 4대  | 한덕수(韓悳洙) | 2002년 1월 29일 ~ 2002년 7월 21일   | 정책기획수석비서관 역임     |
| 김대중 정부 | 5대  | 현정택(玄定澤) | 2002년 7월 22일 ~ 2003년 2월 24일   |                             |
| 이명박 정부 | 초대 | 김중수(金仲秀) | 2008년 3월 1일 ~ 2008년 6월 20일    |                             |
| 이명박 정부 | 2대  | 박병원(朴炳元) | 2008년 6월 23일 ~ 2009년 1월 19일   | 재정경제부 제1차관 역임     |
| 이명박 정부 | 3대  | 윤진식(尹鎭植) | 2009년 1월 20일 ~ 2010년 3월 31일   |                             |
| 이명박 정부 | 4대  | 최중경(崔重卿) | 2010년 4월 1일 ~ 2011년 1월 26일    | 기획재정부 제1차관 역임     |
| 이명박 정부 | 5대  | 김대기(金大棋  | 2011년 2월 7일 ~ 2013년 2월 24일    | 문화체육관광부 제2차관 역임 |
| 박근혜 정부 | 초대 | 조원동(趙源東) | 2013년 3월 25일 ~ 2014년 6월 11일   | 국무총리실 사무차장 역임    |
| 박근혜 정부 | 2대  | 안종범(安鐘範) | 2014년 6월 12일 ~ 2016년 5월 15일   | 정책조정수석 역임           |
| 박근혜 정부 | 3대  | 강석훈(姜錫勳) | 2016년 5월 16일 ~ 2017년 5월 10일   |                             |
| 문재인 정부 | 초대 | 홍장표(洪長杓) | 2017년 7월 3일 ~ 2018년 6월 26일    |                             |
| 문재인 정부 | 2대  | 윤종원(尹琮源) | 2018년 6월 27일 ~ 2019년 6월 21일   |                             |
| 문재인 정부 | 3대  | 이호승(李昊昇) | 2019년 6월 22일 ~ 2021년 3월 28일   | 기획재정부 제1차관 역임     |
| 문재인 정부 | 4대  | 안일환(安日煥) | 2021년 3월 29일 ~ 2021년 11월 10일  | 기획재정부 제2차관 역임     |
| 문재인 정부 | 5대  | 박원주(朴原住) | 2021년 11월 11일 ~ 2022년 5월 9일   | 특허청 청장 역임            |
| 윤석열 정부 | 초대 | 최상목(崔相穆) | 2022년 5월 10일 ~ 2023년 12월 3일   | 기획재정부 제1차관 역임     |
| 윤석열 정부 | 2대  | 박춘섭(朴春燮) | 2023년 12월 4일 ~ 2025년 6월 2일    | 조달청 청장 역임            |

### 정책수석비서관
| 정부        | 대수 | 이름           | 임기                              | 비고             |
| ----------- | ---- | -------------- | --------------------------------- | ---------------- |
| 노무현 정부 | 초대 | 권오규(權五奎) | 2003년 2월 25일 ~ 2004년 5월 16일 | 조달청 청장 역임 |

### 정책기획비서관
| 정부        | 대수 | 이름           | 임기                               | 비고 |
| ----------- | ---- | -------------- | ---------------------------------- | ---- |
| 노무현 정부 | 초대 | 김영주(金榮柱) | 2004년 5월 17일 ~ 2004년 12월 23일 |      |

### 경제정책비서관
| 정부        | 대수 | 이름           | 임기                              | 비고                |
| ----------- | ---- | -------------- | --------------------------------- | ------------------- |
| 노무현 정부 | 초대 | 김영주(金榮柱) | 2008년 3월 1일 ~ 2008년 6월 20일  | 정책기획비서관 역임 |
| 노무현 정부 | 2대  | 권오규(權五奎) | 2006년 4월 18일 ~ 2006년 5월 31일 | 정책수석비서관 역임 |
| 노무현 정부 | 3대  | 윤대희(尹大熙) | 2006년 6월 1일 ~ 2007년 8월 8일   |                     |
| 노무현 정부 | 4대  | 김대유(金大猷) | 2007년 8월 9일 ~ 2008년 2월 24일  |                     |

### 경제성장수석비서관
| 정부        | 대수 | 이름           | 임기             | 비고 |
| ----------- | ---- | -------------- | ---------------- | ---- |
| 이재명 정부 | 초대 | 하준경(河駿坰) | 2025년 6월 8일 ~ |      |

## 같이 보기
- 대통령
- 대통령비서실